# Sobór Zwiastowania w Joszkar-Ole
Sobór Zwiastowania – sobór prawosławny w Joszkar-Ole, katedra (od 2016) eparchii joszkar-olijskiej Rosyjskiego Kościoła Prawosławnego.

## Położenie
Świątynia znajduje się na Placu Dziewicy Maryi.

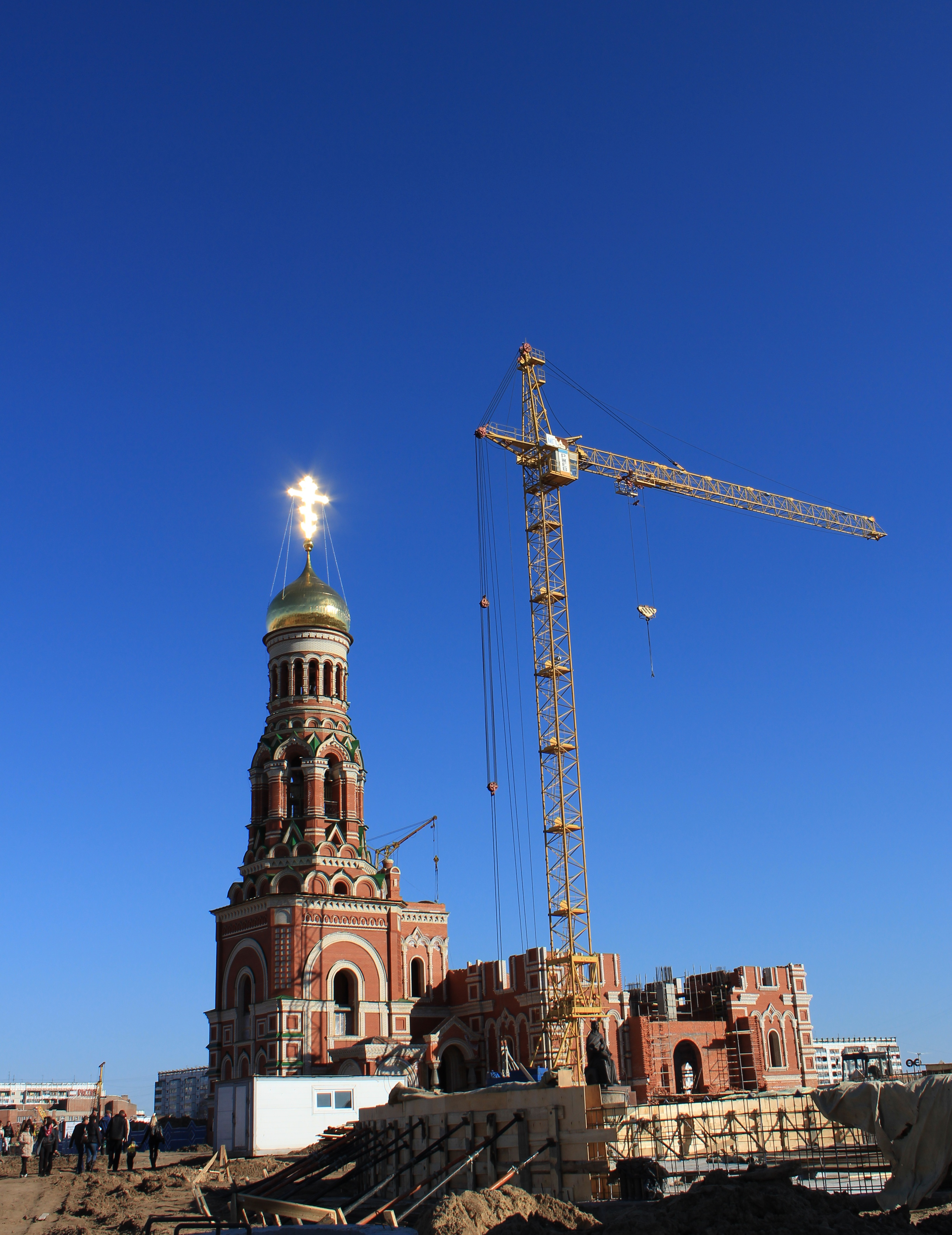
Budowa soboru, kwiecień 2011

## Historia
Sobór powstał z inicjatywy prezydenta Republiki Mari El Leonida Markiełowa i arcybiskupa joszkar-olijskiego i marijskiego Jana (Timofiejewa).
Za oficjalną datę rozpoczęcia budowy soboru przyjęto 29 października 2010. W 2014 na soborze zamontowano 4 kopuły z krzyżami (każda o wadze 8 t), w późniejszym czasie umieszczono na świątyni 5 kolejnych kopuł.
Poświęcenia soboru dokonał 12 czerwca 2016 patriarcha moskiewski i całej Rusi Cyryl, w asyście licznych hierarchów Rosyjskiego Kościoła Prawosławnego. Tego samego dnia świątynia stała się katedrą eparchii joszkar-olijskiej i marijskiej, w miejsce soboru Wniebowstąpienia Pańskiego w Joszkar-Ole.

## Architektura
Sobór Zwiastowania w Joszkar-Ole wzorowany jest architektonicznie na petersburskim soborze Zmartwychwstania Pańskiego „Na Krwi”. Może pomieścić 2000 osób. Wysokość budowli wynosi 74 metry. W bezpośrednim sąsiedztwie świątyni znajduje się kompozycja rzeźbiarska przedstawiająca Matkę Bożą z Dzieciątkiem oraz fontanna-pomnik św. Gabriela Archanioła.